# Good Times, Wonderful Times
Good Times, Wonderful Times è un documentario del 1965 diretto da Lionel Rogosin.